# Saint-Majorique-de-Grantham
Saint-Majorique-de-Grantham är en kommun av typen socken (municipalité de paroisse) i provinsen Québec i Kanada. Den ligger i regionen Centre-du-Québec, i den sydöstra delen av landet, 250 km öster om huvudstaden Ottawa. Antalet invånare var 1 384 vid folkräkningen 2021. Landarean är 58 kvadratkilometer.